# Zespół Gilberta
Zespół Gilberta (ang. Gilbert's syndrome) – uwarunkowana genetycznie choroba metaboliczna, związana z zaburzeniem metabolizmu bilirubiny w wątrobie.

## Epidemiologia
Występuje u 5–7% populacji, znacznie częściej u mężczyzn.

## Etiopatogeneza
Jest spowodowany mutacją genu UGT1A1 w locus 2 q37, który koduje UDP-glukuronylotransferazę (UGT). Prowadzi to do zaburzenia sprzęgania bilirubiny w hepatocytach. Mutacje w tym samym genie powodują zespół Criglera-Najjara typu 1 i typu 2.

## Objawy i przebieg
Zespół Gilberta jest zazwyczaj bezobjawowy. Podwyższony poziom bilirubiny jest zwykle rozpoznawany przypadkowo.
Okresowo może pojawić się żółtaczka z objawami przypominającymi grypę.
W badaniach laboratoryjnych występuje zwiększenie stężenia bilirubiny niesprzężonej, zwykle < 4–5 mg/dl (72–90 μmol/l). Wyniki innych badań są prawidłowe.

## Rozpoznanie
Rozpoznanie potwierdzają:
- test z fenobarbitalem:
  - przez 5–7 dni podaje się 30–50 mg fenobarbitalu 3 razy dziennie doustnie – następuje zmniejszenie stężenia bilirubiny
- test z kwasem nikotynowym:
  - podanie 50 mg kwasu nikotynowego dożylnie powoduje zwiększenie stężenia bilirubiny
- test głodowy:
  - kilkudniowa głodówka powoduje zwiększenie stężenia bilirubiny. W chwili obecnej testu głodowego nie stosuje się (ze względu na dużą liczbę fałszywych wyników – małą swoistość).
- test genetyczny

Wcześniej należy wykluczyć inne przyczyny hiperbilirubinemii.

## Leczenie
Choroba nie wymaga leczenia. Zaleca się unikania czynników, które mogą wywołać żółtaczkę.

## Przypadki znanych chorych
- Napoleon Bonaparte[1]
- Arthur Kornberg[2]
- Ołeksandr Dołhopołow[3]
- Bunny Austin[4]